# المرقبات
المرقبات (به عربی: المرقبات) یک منطقهٔ مسکونی در امارات متحده عربی است که در دبی، امارات واقع شده است.